# Ганс Вальтер
Ганс Вальтер (9 серпня 1889 — 14 січня 1967) — швейцарський академічний веслувальник.
Олімпійський чемпіон 1920, 1924 років у складі розпашної четвірки зі стерновим, бронзовий призер 1924 року в складі розпашної четвірки без стернового.
Чемпіон Європи 1911 (розпашні четвірки зі стерновим), 1912 (розпашні четвірки зі стерновим), 1912 (вісімки), 1913 (розпашні четвірки зі стерновим), 1920 (розпашні четвірки зі стерновим), 1920 (вісімки) років, срібний призер 1911 (вісімки), 1912 (парні двійки), 1913 (вісімки) років.